# Miklós Somogyi (Radsportler)
Miklós Somogyi (* 19. August 1962 in Budapest) ist ein ehemaliger ungarischer Radrennfahrer und nationaler Meister im Radsport.

## Sportliche Laufbahn
Somogyi, der als Kind mehrere Jahre, bedingt durch den Beruf seines Vaters, in Tansania lebte, war Teilnehmer der Olympischen Sommerspiele 1988 in Seoul und 1992 in Barcelona. 1988 startete er in der Einerverfolgung und wurde beim Sieg von Dan Frost 10. im Punktefahren. 1992 startete er im Punktefahren und schied in den Vorläufen aus.
Bei den ungarischen Meisterschaften im Bahnradsport gewann er mehrfach Titel in verschiedenen Disziplinen. So wurde er Titelträger in der Einerverfolgung von 1983 bis 1989. 1987 bis 1992 wurde er Meister in der Mannschaftsverfolgung, 1986 und 1991 im Punktefahren und im Zweier-Mannschaftsfahren 1987, 1989 und 1991 (jeweils mit Peter Pais).
Somogyi bestritt auch Straßenrennen. So gewann er 1987 den Prolog der Niedersachsen-Rundfahrt und wurde 1986 Dritter der Algerien-Rundfahrt. Den ungarischen Meistertitel im Einzelzeitfahren gewann er 1988 und 1989.

## Berufliches
Nach seiner Laufbahn war er ab 1992 als Trainer und Funktionär im Verein FTC Budapest (KSI Schwinn-Csepel SE) tätig. Er wurde auch Präsident des BMX-Verbandes Ungarns.